# بوزمانت (داکوتای شمالی)
بوزمانت (به انگلیسی: Bowesmont) یک منطقهٔ مسکونی در ایالات متحده آمریکا است که در شهرستان پمبینا، داکوتای شمالی واقع شده‌است. بوزمانت  ۲۴۲٫۰۱ متر بالاتر از سطح دریا واقع شده‌است.